# Hinterbichler Dorfertal

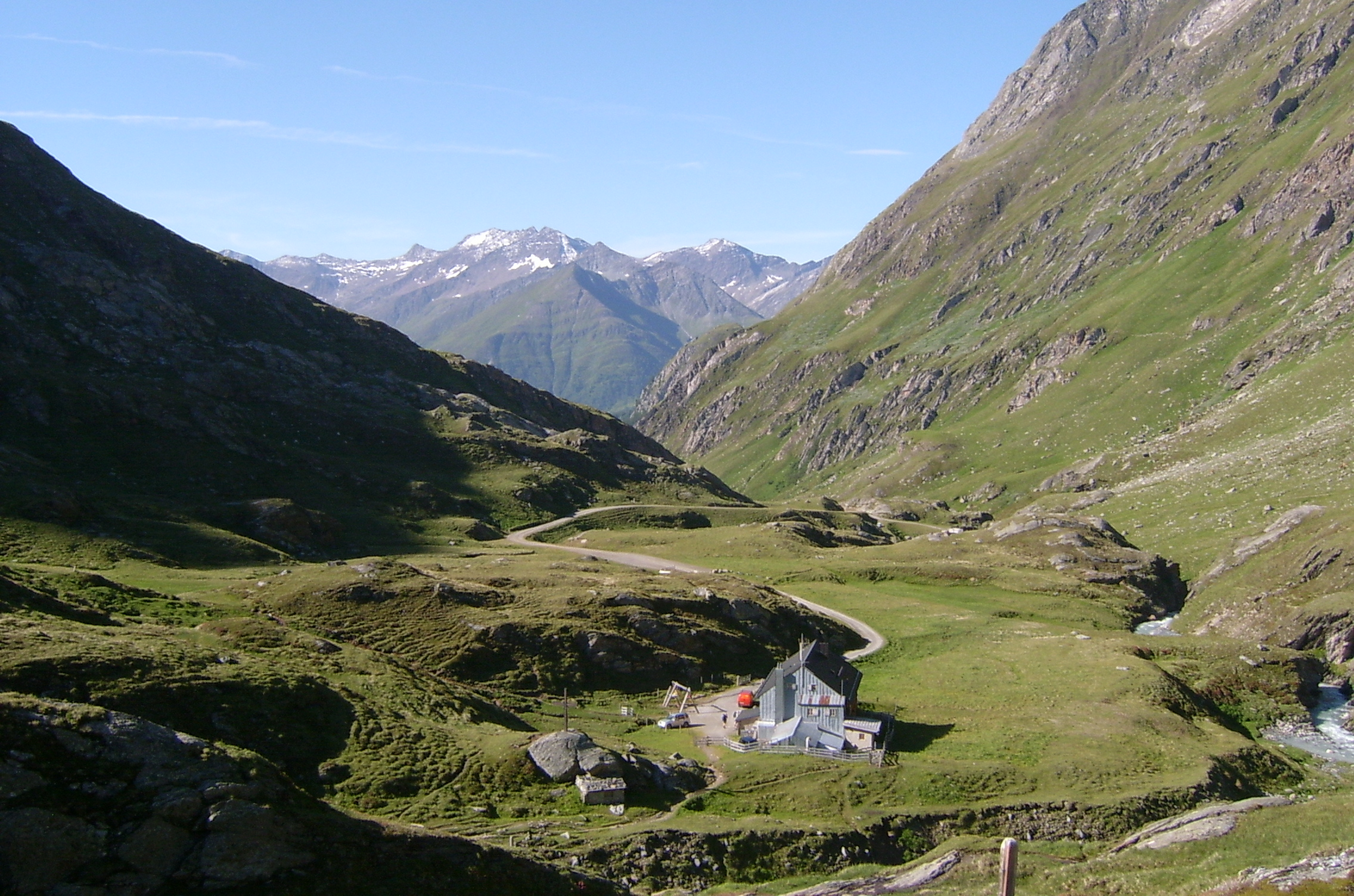
Das Dorfertal mit der Johannishütte, im Hintergrund der Lasörlingkamm

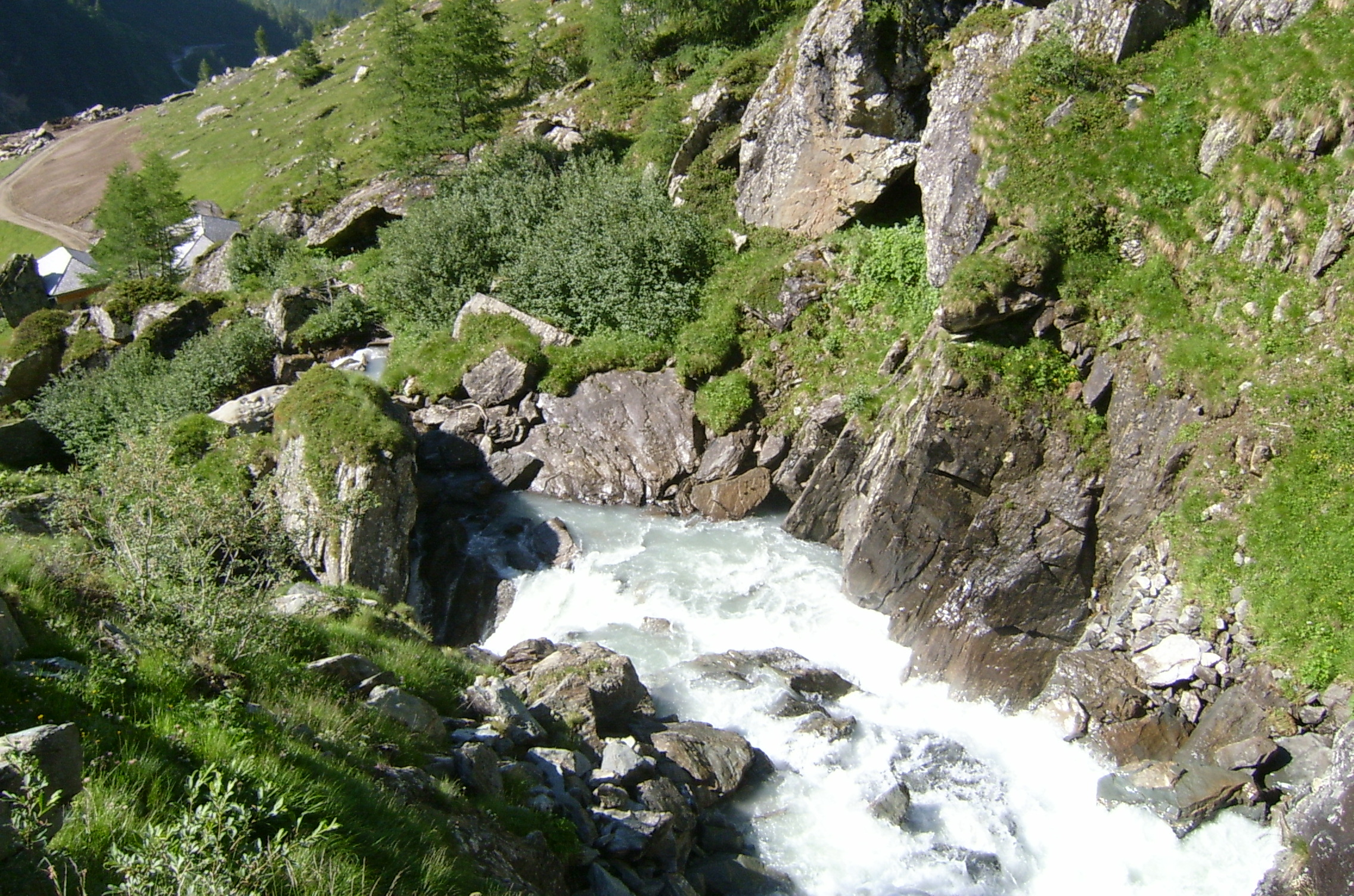
Der Dorferbach in einer der Felsschluchten

Das Hinterbichler Dorfertal, das Tal des Dorferbachs, ist ein Seitental des Virgentales in Osttirol, Österreich.
Es beginnt bei Hinterbichl auf 1331 m und läuft parallel zum Maurertal bis hoch in die Venedigergruppe. Am Talschluss findet sich der Dorfergrund (2121 m) mit der Johannishütte, beherrscht vom Dorferkees (Rest eines ehemaligen Iselgletschers).
Über dem Dorferkees befindet sich das Obersulzbachtörl (2922 m, siehe Obersulzbachtal). Nach Westen hin gestattet das Türmljoch (2770 m) einen Übergang zum Maurertal. Übergänge nach Osten führen über das Wallhorntörl (3045 m, teilweise Gletscherstrecke) oder über die Zopetscharte (2950 m) in das Timmeltal, nach Südosten führt ein Steig über die Sajatscharte (2750 m) zur Sajathütte.
Von der Johannishütte ist der Aufstieg zum Defreggerhaus am Großvenediger möglich.
Im Nordteil wird das Tal von folgenden Gletschern umgeben: Dorferkees (bis 2270 m), Rainerkees (bis 2322 m), Inneres- und Äußeres Mullwitzkees (bis 2446 m). Der Dorferbach, auch Islitz genannt, ergießt sich durch das Tal bis zu seiner Mündung in die Isel teilweise durch tiefe Felsschluchten.
Die wirtschaftliche Bedeutung des Tals beruht auf einem Kleinkraftwerk in Hinterbichl, das vom Wasser des hierzu teilweise über Druckrohre abgeleiteten Dorferbachs betrieben wird, sowie in zwei Steinbrüchen: In circa 1700 m wird seit 1962 ein dunkelgrüner, von hellen Adern durchzogener Serpentinit abgebaut, der im Außen- und Innenbereich von Gebäuden verwendet wird. Der gleiche Betreiber baut am Taleingang den Naturstein Dorfergrün (Chloritgneis) ab.

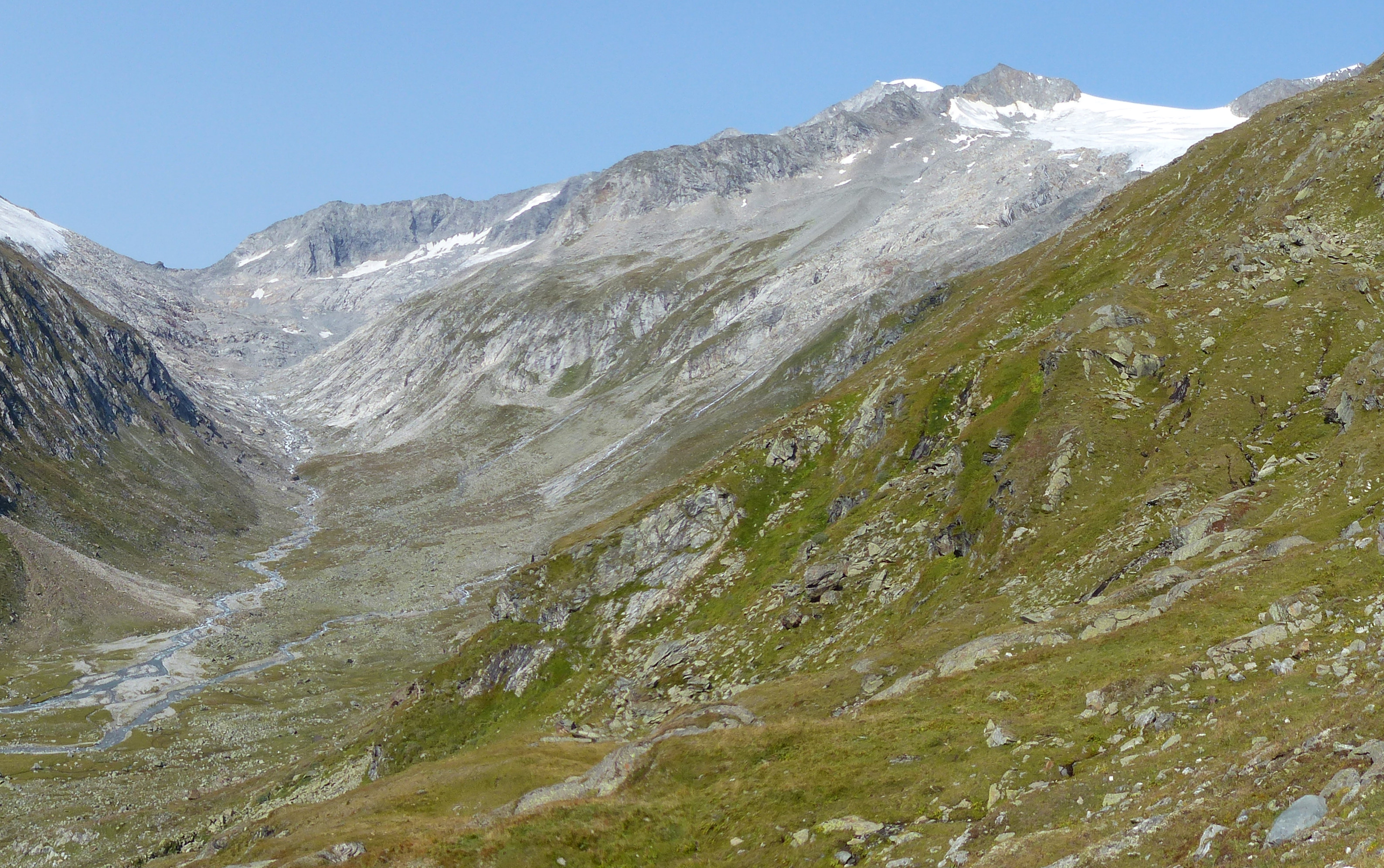
Talschluss des Dorfertals 2020
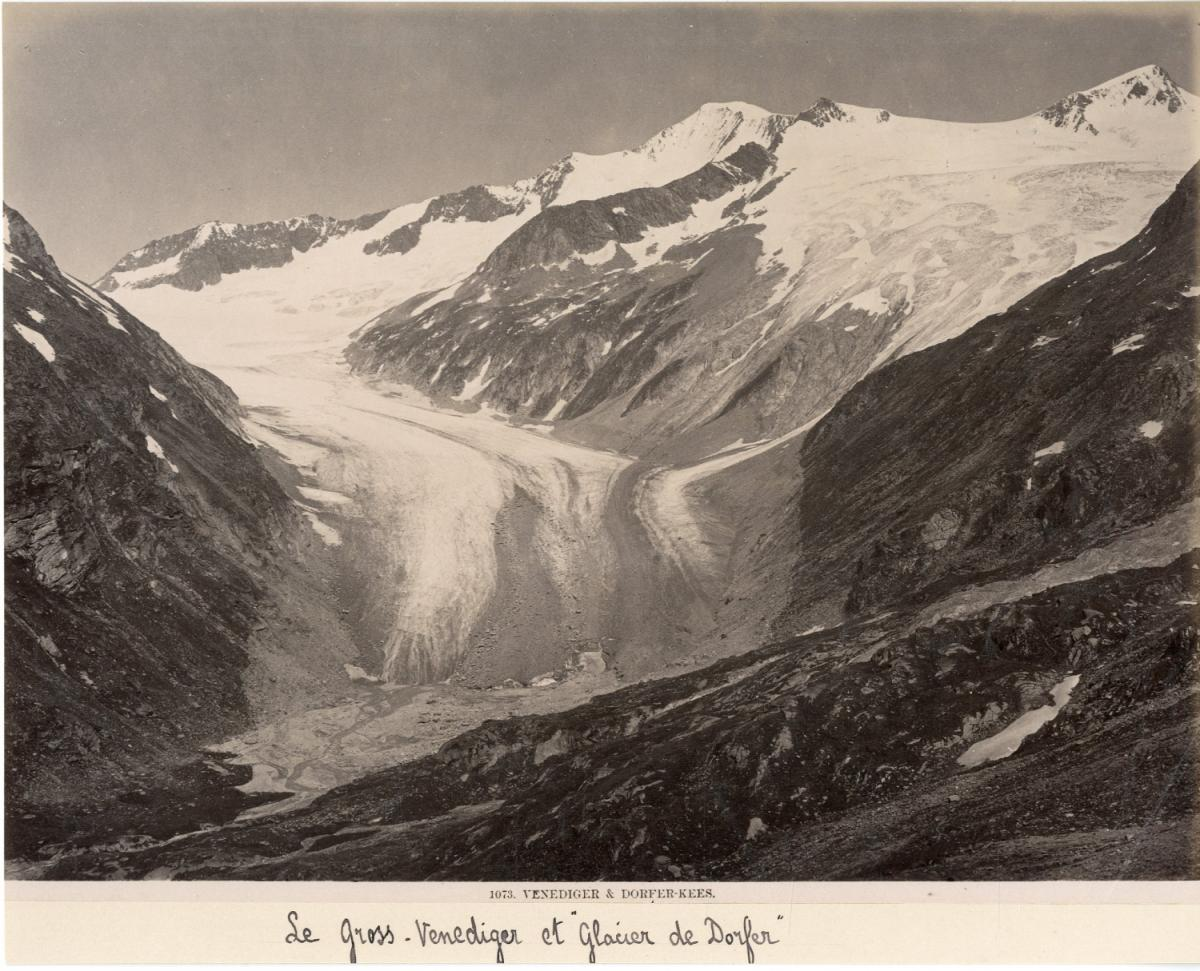
Talschluss des Dorfertals 1880